# French Creek (Cheyenne River)
Der French Creek ist ein Fluss im US-Bundesstaat South Dakota. Er entspringt in den Black Hills ungefähr 8 km nordöstlich von Custer und fließt in östlicher Richtung durch den Custer State Park. Nach ca. 100 km mündet der French Creek nahe der Lakota-Siedlung Red Shirt in den Cheyenne River.
Berühmt wurde der French Creek 1874, als eine Expedition des 7. US-Kavallerieregiments unter dem Kommando von George Armstrong Custer Gold entdeckte. Die Goldfunde im Tal des French Creek lösten den Goldrausch in den Black Hills aus und führten 1875 zur Gründung der ersten Goldgräberstadt, die heute den Namen Custers trägt.